# Akustichesky Albom
 (août 2013).
Si vous disposez d'ouvrages ou d'articles de référence ou si vous connaissez des sites web de qualité traitant du thème abordé ici, merci de compléter l'article en donnant les références utiles à sa vérifiabilité et en les liant à la section « Notes et références ».
Akustichesky Albom (littéralement Album acoustique, russe : Акустический Альбом) est un album du groupe de horror punk russe Korol i Shut, sorti en 1999. Comme son nom l'indique, c'est un album composé entièrement de morceaux acoustiques dont la plupart proposent des paroles sur le thème de l'amour.

## Liste des pistes
Source : Site officiel
| No  | Titre                                          | Traduction Française      | Durée |
| --- | ---------------------------------------------- | ------------------------- | ----- |
| 1.  | Kukla Kolduna (russe : Кукла Колдуна)          | La Marionnette du Sorcier | 3:23  |
| 2.  | Nablyudatel (russe : Наблюдатель)              | Le Spectateur             | 4:44  |
| 3.  | Bednyazhka (russe : Бедняжка)                  | Pauvre                    | 4:10  |
| 4.  | Prygnu so Skaly (russe : Прыгну со Скалы)      | Je sauterai de la Falaise | 3:12  |
| 5.  | Devushka i Graf (russe : Девушка и Граф)       | La Fille et le Comte      | 4:33  |
| 6.  | Pesnya Mushketyorov (russe : Песня Мушкетеров) | Chanson des Mousquetaires | 3:48  |
| 7.  | Tyani! (russe : Тяни!)                         | Pull on!                  | 2:56  |
| 8.  | Utrenny Rassvet (russe : Утренний Рассвет)     | Aube du Matin             | 2:29  |
| 9.  | Sosiska (russe : Сосиска)                      | Saucisse                  | 2:12  |
| 10. | Karapuz (russe : Карапуз)                      | Petit Gars                | 2:34  |
| 11. | Spyatil Otets (russe : Спятил Отец)            | Le Père devenu fou        | 3:30  |
| 12. | Vedma i Osyol (russe : Ведьма и Осел)          | La Sorcière et l'Âne      | 2:57  |
| 13. | Yekaterina (russe : Екатерина)                 | Yekaterina                | 2:13  |
| 14. | Prervannaya Lyubov (russe : Прерванная Любовь) | Amour Interrompu          | 2:57  |
| 15. | Mototsikl (russe : Мотоцикл)                   | Moto                      | 2:10  |
| 16. | Golye Koki (russe : Голые Коки)                | Boules Nues               | 2:39  |
| 17. | Zabytye Botinki (Забытые Ботинки)              | Bottes Oubliées           | 2:46  |